# 阪口正二郎
阪口 正二郎（さかぐち しょうじろう、1960年 - ）は、日本の法学者（憲法）。博士（法学）（一橋大学・論文博士・2002年）。一橋大学教授を経て、早稲田大学教授、一橋大学名誉教授。兵庫県西宮市出身。指導学生に宮下紘中央大学教授など。

## 略歴
- 1975年 甲南中学校卒業
- 1978年 甲南高等学校卒業[1]
- 1983年 早稲田大学法学部卒業
- 1989年 早稲田大学大学院法学研究科博士課程単位取得退学
- 2002年 博士（法学）（一橋大学）（学位論文：『立憲主義と民主主義』）

- 1989年 東京大学社会科学研究所助手
- 1992年 東京大学社会科学研究所助教授
- 1999年 一橋大学大学院法学研究科助教授
- 2001年 一橋大学大学院法学研究科教授
- 2006年 憲法理論研究会事務局長[2]
- 2013年 一橋大学法科大学院長
- 2015年 全国憲法研究会事務局長[3]
- 2017年 大学基準協会法科大学院認証評価委員会委員長[4]
- 2020年 早稲田大学社会科学総合学術院教授
- 2023年 一橋大学名誉教授

## 著書

### 単著
- 『立憲主義と民主主義』（日本評論社、2001年）

### 編著
- 『岩波講座憲法(5)グローバル化と憲法』（岩波書店、2007年）

### 共編著
- （長谷部恭男・赤坂正浩・中島徹・本秀紀）『ケースブック憲法』（弘文堂、2004年／第2版、2007年）
- （内藤正典）『神の法vs.人の法――スカーフ論争からみる西欧とイスラームの断層』（日本評論社、2007年）